# Aneraen
Aneraen ist ein Motu im Nordosten des Arno-Atolls der pazifischen Inselrepublik Marshallinseln.

## Geographie
Aneraen liegt am äußersten Nordosten des Atolls im traditionellen Gebiet Rearlab-Lab (Baranailïngïn – Malel). Die Insel schließt fast unmittelbar an die Insel Langor im Nordosten an. Dort liegt das Tinak airfield (TIC). Nach Südwesten erstreckt sich der Riffsaum weiter und es schließt sich fast unmittelbar die Insel Tinak an. Im Norden erstreckt sich die Arno East Lagoon.